# Luis Gibert
Luis de Sales Gibert Riera (Barcellona, 3 marzo 1903 – Barcellona, 24 gennaio 1979) è stato un pallanuotista spagnolo.
Ha fatto parte della Spagna che ha partecipato al torneo di pallanuoto ai Giochi di Anversa 1920 e di Parigi 1924, assieme al fratello Francisco.